# Fiat Bravo
Ne doit pas être confondu avec Fiat Brava.
Pour les articles homonymes, voir Bravo.
Le nom Bravo a été utilisé par le constructeur automobile italien Fiat pour désigner deux berlines compactes a des époques différentes, la Fiat Bravo/Brava I et la Fiat Bravo II.

## Première génération (1995-2003)
La Fiat Bravo est une berline compacte sortie en 1995 et remplacée en 2001 par la Fiat Stilo. En 1996, elle est élue Voiture européenne de l'année, sept ans après la Fiat Tipo qu'elle remplace.
Basée sur la même plate-forme que la Fiat Brava cinq portes, elle en est la version trois portes, et dispose à sa sortie d'à peu près les mêmes moteurs que son alter ego, à l'exception d'un moteur beaucoup plus puissant spécifique à la Bravo. Elle peut être considérée comme la version « coupé » de la Brava.
La version dérivée à 4 portes et coffre séparé classique était la Fiat Marea, surtout appréciée dans sa version break à 5 portes « SW ».
Depuis la fin 1998 (restylage), toutes les Bravo/Brava possèdent deux airbags frontaux, l'ABS, la direction assistée, le volant réglable en hauteur, le verrouillage centralisé, les vitres AV électriques, l'autoradio, et la banquette fractionnable.
La production destinée à l'Europe cesse en 2001, mais la carrière du modèle se poursuit ailleurs dans le monde. La production au Brésil dure jusqu'en 2003.

## Seconde génération (2007-2016)

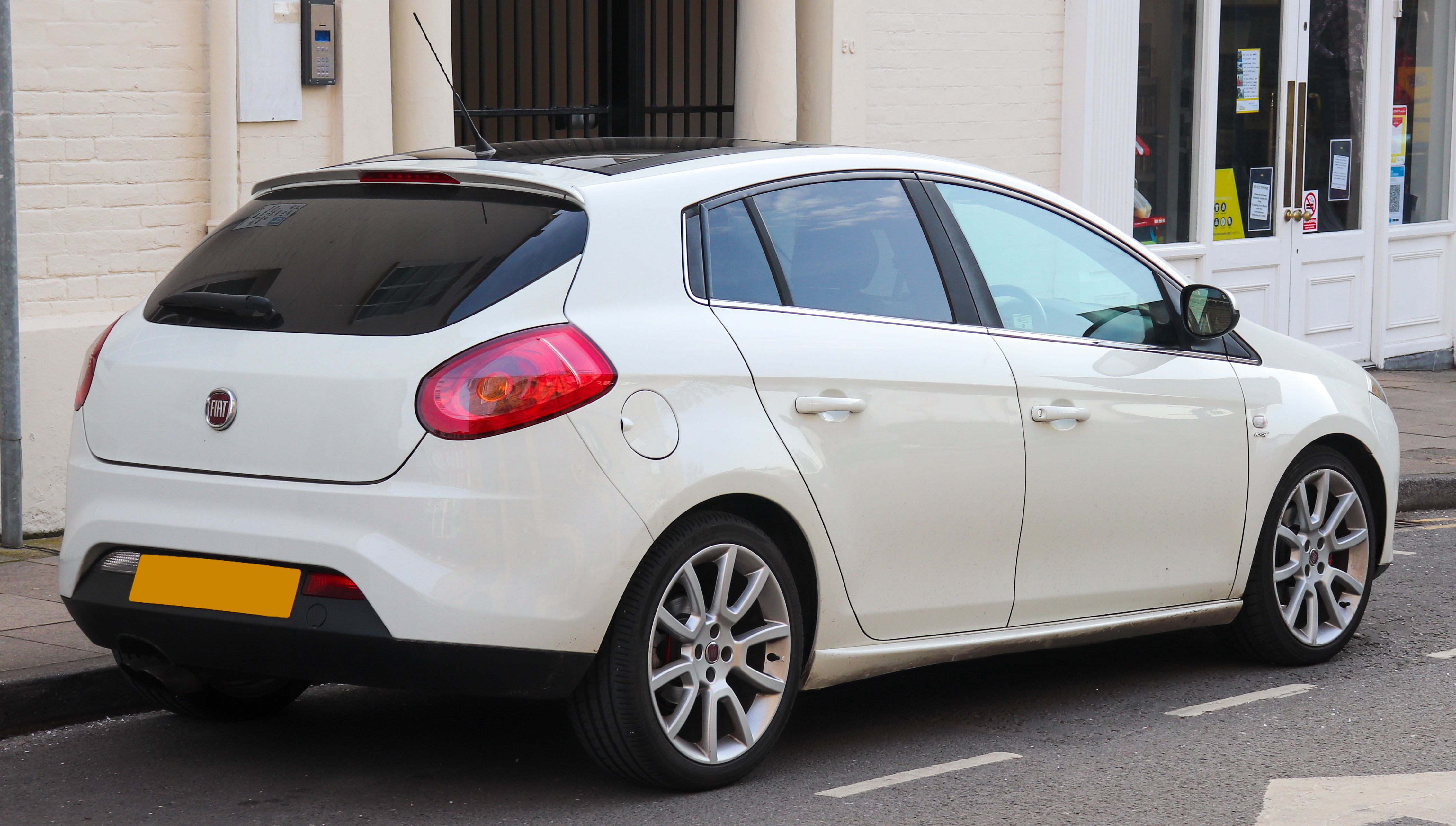
Fiat Bravo II phase 1

La remplaçante de la Fiat Stilo ne reprend pas le nom de sa devancière dont les ventes n'ont jamais atteint leur objectif en France. Elle s'appelle Bravo, comme la première du nom qui a connu un succès enviable en Europe mais aussi en Amérique Latine où elle fut également fabriquée chez Fiat Automoveïs pour les marchés brésiliens et argentins.
Très élégante selon les premières photos officielles dévoilées en début d'année 2006, elle a été présentée officiellement à la presse en avant première le 26 octobre 2006.
Elle a fait l'objet d'un lancement grand public à Rome le 29 janvier 2007. Elle est en vente dans les concessions d'Europe depuis cette date.
Dessinée et industrialisée par le Centre Style Fiat à Turin, elle est fabriquée dans l'usine de Cassino, dans le centre de l'Italie, l'usine d'assemblage la plus robotisée au monde, et qui produisait la Stilo et la toute nouvelle Croma. Elle sera aussi fabriquée très prochainement en Amérique latine, en Turquie, en Inde et en Chine dans les usines Fiat installées dans ces pays.
La nouvelle voiture compacte de Fiat ainsi que la nouvelle Lancia Delta (2008) dont le prototype a été dévoilé en septembre 2006 et la version définitive au salon de Genève 2008, utilisent le même châssis.
Cette compacte aurait pu signer le renouveau de la marque Fiat déjà amorcé avec les récentes Panda, Sedici et Grande Punto dont le succès commercial a redonné à cette marque plus que centenaire, un nouveau souffle. Seulement, très conservatrice d'architecture, elle se contente d'une honnête moyenne sur le plan du comportement routier, du confort, de l'habitabilité, de la finition et de l'agrément de conduite, en dépit de ses excellents moteurs. Du coup, elle ne rencontre pas son public, pas même en Italie où ses ventes n'arrivent pas au niveau de la VW Golf. En France, Fiat a même renoncé à la promouvoir, reconnaissant que la publicité n'avait aucune influence sur ses ventes très basses. Moins populaire encore que la Stilo dont elle dérive, elle montre à quel point Fiat peine à trouver la bonne formule pour réussir sur le segment des compactes. Un problème auquel le géant italien doit remédier urgemment.
Elle inaugure également le nouveau logo de Fiat Automobiles S.p.A. à fond rouge.

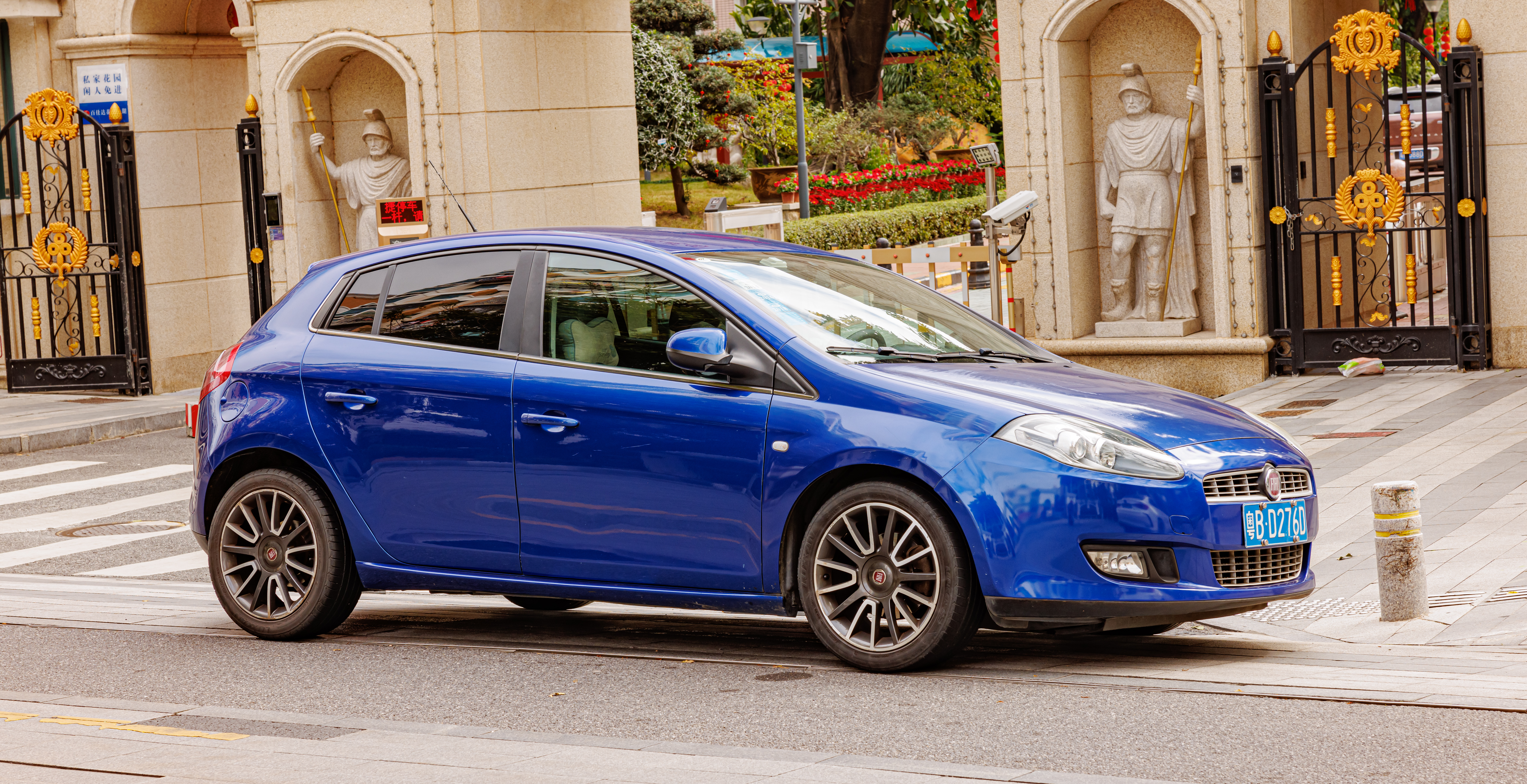
Fiat Bravo II phase 2

La Fiat Bravo a subi un léger restylage en janvier 2010, d'ordre esthétique et mécanique.
Pour le style, la Bravo II phase 2 a ainsi des projecteurs retouchés, avec un fond optique gris-noir métallisé, une grille de calandre remaniée (désormais peinte en gris argent sur les finitions Emotion et Sport ; teinté noire pour la finition Dynamic). La gamme de peintures de carrosserie et de garnissages intérieurs évolue. 
Pour la partie mécanique, un simple recalibrage des suspensions, plus souple, ainsi qu'une direction plus précise, ont été effectués. Cependant, la Bravo phase 2 reste une voiture à amortisseurs plutôt fermes.
Pour ce qui est de la gamme, la phase 2 porte la Bravo à trois finitions, au lieu des cinq de la phase 1. Des finitions spécifiques sont proposées au catalogue selon les promotions, telles que la finition MyLife.
Cette phase 2 apporte, sur le territoire français, une version GPL avec le 1.4 de 90 ch, initialement disponible en finition Dynamic ou Emotion. En 2012, le GPL devient une finition à part entière, mais qui limite certaines options précédemment disponibles sur le GPL Emotion.

### Caractéristiques

#### Habitabilité
La Bravo est moins modulable que sa prédécesseure, la Stilo, qui s'inspirait de l'univers des monospaces et était notamment dotée d'une banquette arrière coulissante. Le volume de coffre reste de bonne capacité.

#### Motorisations
Les moteurs proposés sont, en essence : un 1.4 de 90 ch, un 1.4 T-Jet de 120 et 150 ch, sans oublier le Multiair super sport 168 ch et de 140 ch. En diesel, tous les blocs sont des Multijet, à commencer par le 1.6 105 et 120 ch, selon que le turbo est ou non à géométrie variable. Il est complété par un 2.0 de 165 ch ; les anciens 1.9 MJet de 90, 120 et 150 ch sont abandonnés.
Aussi bien en essence qu'en diesel, les motorisations sont des quatre cylindres turbocompressés (sauf le 1.4 essence 90 ch) à culasse multisoupape (16s) avec injection électronique (indirecte multipoint en essence, MultiJet Common rail en diesel) ; une version double carburation essence/GPL est apparue avec la phase 2 en janvier 2010.
Avec le 1.4 essence de 90 ch, Fiat propose avec sa Bravo II phase 2 (mi-2010), une monte GPL d'origine (41 L) pour le marché français, dans les finitions Dynamic et Emotion.
Le passage en mode GPL est automatique : la première fois que la voiture dépasse les 20 km/h, le mode GPL est automatiquement enclenché.
À savoir que le sélecteur de carburant (situé en bas à gauche sous le levier de vitesse), via une impulsion, donne la possibilité de fonctionner en mode essence uniquement. Par ailleurs, ce sélecteur comporte un indicateur de quantité de GPL disponible.
Quand le niveau de GPL atteint le niveau bas critique, l'alimentation repasse automatiquement au mode essence. Dans ce dernier cas, et si la voiture roule avec une vitesse enclenchée, il y a alors un « à coup » que l'ensemble des passagers ressentent, ressemblant à un « toussotement » du moteur (perte de puissance effective du moteur, de l'ordre d'une seconde).
Ce modèle bi-carburant permet à la Bravo une autonomie (41 l GPL et 58 l essence) et un coût d'utilisation des plus intéressants. Cette motorisation est issue d'une collaboration entre Fiat Powertrain Technologies et la société Landi Renzo.
|                                 | 1.9 MJT 90           | 1.9 MJT 120          | 1.9 MJT 150          | 1.6 MJT 90           | 1.6 MJT 105          | 1.6 MJT 120          | 2.0 MJT 165          | 1.4 90               | 1.4 T-JET 120        | 1.4 T-JET 140        | 1.4 T-JET 150                                  |                   |
| ------------------------------- | -------------------- | -------------------- | -------------------- | -------------------- | -------------------- | -------------------- | -------------------- | -------------------- | -------------------- | -------------------- | ---------------------------------------------- | ----------------- |
| Moteur                          | 4 cylindres en ligne | 4 cylindres en ligne | 4 cylindres en ligne | 4 cylindres en ligne | 4 cylindres en ligne | 4 cylindres en ligne | 4 cylindres en ligne | 4 cylindres en ligne | 4 cylindres en ligne | 4 cylindres en ligne | 4 cylindres en ligne                           |                   |
| Cylindrée (cm3)                 | 1 910                | 1 910                | 1 910                | 1 598                | 1 598                | 1 598                | 1 956                | 1 368                | 1 368                | 1 368                | 1 368                                          |                   |
| Puissance maxi (ch/kW - tr/min) | 90 / 66 à 4 000      | 120 / 88 à 4 000     | 150 / 110 à 4 000    | 90 / 66 à 4 000      | 105 / 79 à 4 000     | 120 / 88 à 4 000     | 165 / 121 à 4 000    | 90 / 66 à 5 000      | 120 / 88 à 5 000     | 140 / 103 à 5 000    | 150 / 110 à 5 500                              | 168 / 118 à 4 700 |
| Couple maxi (tr/min)            | 255 N m à 2 000      | 255 N m à 2 000      | 305 N m à 2 000      | 290 N m à 1 500      | 290 N m à 1 500      | 300 N m à 1 500      | 360 N m à 2 000      | 128 N m à 4 500      | 206 N m à 1 750      | 230 N m à 1 750      | 220 N m à 2 000, 230 N m à 3 000 en mode Sport |                   |
| Boîte de vitesses               | -                    | -                    | -                    | -                    | -                    | -                    | -                    | -                    | -                    | -                    | -                                              |                   |
| Vitesse maxi (km/h)             | 174                  | 194                  | 209                  | 173                  | 187                  | 195                  | 225                  | 179                  | 197                  | 204                  | 211                                            |                   |
| 0-100 km/h (s)                  | 12,5                 | 10,5                 | 9                    | 12,8                 | 11,3                 | 10,5                 | 8,2                  | 12,5                 | 9,6                  | 8,9                  | 8,5                                            |                   |
| Consommation (L/100 km)         | 5,2                  | 5,3                  | 5,6                  | 4,4                  | 4,9                  | 4,8                  | 5,3                  | 6,3 8,3 (GPL)        | 6,3                  | 5,7                  | 7,1                                            |                   |
| Émissions de CO2 (g/km)         | 137                  | 139                  | 149                  | 115                  | mini 113             | mini 117             | 139                  | 146                  | 146                  | 132                  | 155                                            |                   |

### Finitions
3 niveaux de finition sont disponibles en France en fin de carrière du véhicule :
- Pop
- Easy
- Street

### Sécurité
La nouvelle Fiat Bravo a obtenu le maximum d'étoiles aux crash-tests Euro NCAP, ce qui en fait une référence dans la catégorie.
- Note totale:
- Chocs frontaux: 81 % de réussite
- Chocs latéraux : 100 % de réussite
- Protection des enfants :
- Protection des piétons :

### Production
La production de la Fiat Bravo II s'est arrêtée fin juillet 2014 dans l'usine italienne de Cassino pour permettre la restructuration du site qui doit fabriquer les futurs modèles haut de gamme Alfa Romeo en 2015.
Au Brésil, elle a bénéficié d'un restyling en 2015. Elle poursuit une honorable carrière sur tous les marchés d'Amérique du Sud où elle est considérée comme une voiture haut de gamme. Sa production a pris fin le 18 juin 2016.